# Чорнушка (притока Кирикмасу)
Чорну́шка (рос. Чернушка) — річка в Каракулінському та Сарапульському районах Удмуртії, Росія, ліва притока Кирикмаса.
Річка починається на південний захід від села Черново Каракулінського району. Протікає на спочатку на північ з невеликим відхиленням на північний схід. У верхній течії пересихає, середня течія протікає через лісові масиви. Нижньої течією протікає територією Сарапульського району. Впадає до Кириксмаса навпроти села Забор'є.
На річці розташоване село Черново.